# Sotirios Papagiannopoulos
Sotirios Papagiannopoulos (Σωτήριος Παπαγιαννόπουλος; Solna, 5 settembre 1990) è un calciatore svedese, di origini greche, difensore dell'AIK.

## Carriera

### Club
Cresciuto nel vivaio dell'AIK, ha vissuto le prime parentesi nel calcio senior nel campionato di Superettan con il Väsby United, che all'epoca era una squadra satellite dello stesso AIK. Tra il 2008 e il 2011 ha spesso giocato anche in Division 2 e Division 1 in prestito all'Akropolis, squadra svedese di matrice greca di cui è stato anche capitano.
Dal 2012 è approdato a parametro zero all'Assyriska, con cui ha giocato altre tre stagioni nel campionato di Superettan.
Nel gennaio 2015 è diventato un nuovo giocatore del PAOK, con cui ha firmato un contratto da due anni e mezzo. Ha debuttato nel campionato greco contro il Kalloni come sostituto, ma la sua permanenza in bianconero è durata solo sette partite. Già il successivo 4 agosto infatti il club ellenico ha annunciato la risoluzione del contratto con il giocatore.
Pochi giorni più tardi è stato annunciato il suo ingaggio da parte dell'Östersund, compagine lanciata verso la prima promozione in Allsvenskan della propria storia. Con la formazione rossonera Papagiannopoulos ha avuto modo di vincere la Coppa di Svezia 2016-2017 (pur entrando a partita in corso durante la finale) e di esordire in Europa League da titolare in occasione della vittoria per 2-0 contro il Galatasaray. Nel gennaio 2018 ha rinnovato il proprio contratto, scaduto il 31 dicembre, per giocare un ulteriore anno nell'Östersund nonostante l'interesse di altri club esteri.
Il 27 maggio 2018, all'indomani di quella che è risultata poi essere la sua ultima partita con l'Östersund, Papagiannopoulos è stato presentato dai danesi del Copenaghen. Legatosi con un contratto quadriennale, ha preso il posto in squadra del connazionale Erik Johansson, a sua volta rientrato in Svezia. Al termine del suo primo anno con il Copenhagen, la squadra ha conquistato il titolo nazionale. La sua permanenza in Danimarca è durata fino all'agosto 2020, quando è stato ceduto. In questi due anni, ha collezionato 71 presenze ufficiali.
Il 17 agosto 2020, infatti, l'AIK ha annunciato l'acquisto di Papagiannopoulos, il quale è dunque tornato a far parte del club che lo aveva cresciuto. Al momento del suo arrivo la squadra stava vivendo un periodo di grande difficoltà, poiché occupava il quartultimo posto in classifica avendo ottenuto solo 14 punti nelle prime 16 giornate, anche se poi è riuscita a chiudere al nono posto. L'anno seguente, che ha visto Papagiannopoulos giocare 29 partite su 30, tutte da titolare, l'AIK ha lottato per il titolo fino all'ultima giornata, finendo per classificarsi secondo. Ha poi mantenuto il proprio posto nell'undici titolare anche in gran parte delle partite degli anni a seguire.

### Nazionale
Ha giocato nella nazionale svedese Under-19.
Nel 2018 ha esordito nella nazionale maggiore svedese.

## Statistiche

### Cronologia presenze e reti in nazionale
| Cronologia completa delle presenze e delle reti in nazionale ― Svezia | Cronologia completa delle presenze e delle reti in nazionale ― Svezia | Cronologia completa delle presenze e delle reti in nazionale ― Svezia | Cronologia completa delle presenze e delle reti in nazionale ― Svezia | Cronologia completa delle presenze e delle reti in nazionale ― Svezia | Cronologia completa delle presenze e delle reti in nazionale ― Svezia | Cronologia completa delle presenze e delle reti in nazionale ― Svezia | Cronologia completa delle presenze e delle reti in nazionale ― Svezia |
| Data                                                                  | Città                                                                 | In casa                                                               | Risultato                                                             | Ospiti                                                                | Competizione                                                          | Reti                                                                  | Note                                                                  |
| --------------------------------------------------------------------- | --------------------------------------------------------------------- | --------------------------------------------------------------------- | --------------------------------------------------------------------- | --------------------------------------------------------------------- | --------------------------------------------------------------------- | --------------------------------------------------------------------- | --------------------------------------------------------------------- |
| 7-1-2018                                                              | Abu Dhabi                                                             | Estonia                                                               | 0 – 1                                                                 | Svezia                                                                | Amichevole                                                            | -                                                                     | 64’                                                                   |
| 11-1-2018                                                             | Abu Dhabi                                                             | Svezia                                                                | 1 – 0                                                                 | Danimarca                                                             | Amichevole                                                            | -                                                                     |                                                                       |
| 16-10-2018                                                            | Solna                                                                 | Svezia                                                                | 1 – 1                                                                 | Slovacchia                                                            | Amichevole                                                            | -                                                                     | 81’ 90+2’                                                             |
| 11-1-2019                                                             | Doha                                                                  | Islanda                                                               | 2 – 2                                                                 | Svezia                                                                | Amichevole                                                            | -                                                                     | cap.                                                                  |
| 12-6-2022                                                             | Oslo                                                                  | Norvegia                                                              | 3 – 2                                                                 | Svezia                                                                | UEFA Nations League 2022-2023 - 1º turno                              | -                                                                     | 85’                                                                   |
| Totale                                                                |                                                                       | Presenze                                                              | 5                                                                     |                                                                       | Reti                                                                  | 0                                                                     |                                                                       |

## Palmarès

### Club

#### Competizioni nazionali
- Coppa di Svezia: 1

Östersund: 2016-2017
- Campionato danese: 1

Copenhagen: 2018-2019